# José Félix Parra
Pour les articles homonymes, voir Parra   (homonymie).
Parra  Cuerda est un nom espagnol. Le premier nom de famille, en général paternel, est Parra ; le second, en général maternel, souvent omis, est Cuerda.
José Félix Parra Cuerda (né le 16 janvier 1997 à Ossa de Montiel) est un coureur cycliste espagnol. Il est membre de l'équipe Kern Pharma.

## Biographie

### Débuts et carrière amateur
José Félix Parra commence le cyclisme en 2003,. 
Chez les juniors (moins de 19 ans), il court dans l'équipe de la Fondation Contador, où il se fait remarquer par ses qualités de grimpeur. Il est ensuite recruté en 2016 par Lizarte, l'une des meilleures équipes chez les amateurs en Espagne. 
En 2018, il obtient diverses places d'honneur chez les amateurs sur des courses au profil escarpé. Il se classe notamment quatrième du championnat d'Espagne espoirs, où il joue de malchance en subissant une crevaison dans les derniers kilomètres. Sélectionné pour les championnats du monde espoirs d'Innsbruck, il se classe 56e du contre-la-montre et 41e de la course en ligne.
En 2019, il se distingue lors du Tour d'Italie espoirs en terminant huitième d'une étape à Aprica, qui emprunte le col du Mortirolo et dixième de la dernière étape au sommet du Passo Fedaia. Quelques semaines plus tard, il confirme ses progrès en montagne en finissant dixième du Tour de la Vallée d'Aoste. En août, il est retenu en équipe d'Espagne pour disputer le Tour de l'Avenir.

### Carrière professionnelle
Il passe professionnel en 2020 dans la nouvelle équipe Kern Pharma, créée sur la structure de Lizarte.
Lors de la saison 2021, il obtient ses premiers succès sur l'UCI Europe Tour, en remportant la quatrième étape et le classement général du Tour Alsace. En 2022, il participe pour la première fois à un grand tour avec le Tour d'Espagne, où il termine meilleur coureur de son équipe à la 26e place.

## Palmarès
- 2014
  - Tour de Valladolid[11]
- 2015
  - 2e du Challenge Principado de Asturias Junior
- 2018
  - 2e du Premio San Pedro
  - 2e du Tour de la province de Valence
  - 3e du Premio Nuestra Señora de Oro
  - 3e du San Bartolomé Saria
- 2021
  - Tour d'Alsace :
    - Classement général
    - 4e étape

  - 2e du Tour du Frioul-Vénétie Julienne
- 2024
  - 5e étape de l'Alpes Isère Tour
  - 2e de l'Alpes Isère Tour
  - 3e de la Clásica Terres de l'Ebre
- 2025
  - 2e de la Mercan'Tour Classic Alpes-Maritimes

## Résultats sur les grands tours

### Tour d'Espagne
2 participations
- 2022 : 26e
- 2024 : 17e

## Classements mondiaux
| Année                                 | 2018  | 2019 | 2020 | 2021 | 2022 | 2023 | 2024 |
| ------------------------------------- | ----- | ---- | ---- | ---- | ---- | ---- | ---- |
| Classement mondial                    | 1957e | nc   | nc   | 356e | 950e | 741e | 318e |
| UCI Europe Tour                       | 1302e | nc   | nc   | 298e | 694e | nc   | nc   |
|                                       |       |      |      |      |      |      |      |
| Légende : nc = non classéSource : UCI |       |      |      |      |      |      |      |